# Tour de Suisse 1959
Die 23. Tour de Suisse fand vom 12. bis 18. Juni 1959 statt. Sie führte über sieben Etappen und eine Gesamtdistanz von 1317 Kilometern.
Gesamtsieger wurde der Deutsche Hennes Junkermann. Die Rundfahrt startete in Zürich mit 61 Fahrern, von denen 36 Fahrer ins Ziel – ebenfalls in Zürich – kamen.
Auf der ersten Etappe fuhr Schweizer Rolf Graf, Tour-de-Suisse-Sieger von 1956, wie entfesselt, und allein Junkermann konnte mit ihm mithalten. Tags darauf konnte Junkermann Graf jedoch bei der Führung der Tour ablösen, als er bei strömenden Regen in Wetzikon auch noch eine 30 Sekunden Zeitbonifikation erhielt. Diese Führung gab er bis zum Ziel nicht mehr auf. Die vierte, die «Lukmanier-Oberalp-Etappe», beendete er als Zweiter hinter Antonio Uliana, jedoch fünf Minuten vor der nächsten Verfolgergruppe, Graf hingegen musste das Rennen entkräftet aufgeben. Junkermann war der erste deutsche Sieger der Tour de Suisse seit Ludwig Geyer bei der zweiten Austragung im Jahre 1934.

## Etappen
| Etappe      | Tag      | Start – Ziel            | km        | Etappensieger       | Gesamtwertung     |
| ----------- | -------- | ----------------------- | --------- | ------------------- | ----------------- |
| 1. Etappe   | 12. Juni | Zürich – Arosa          | 211       | Rolf Graf           | Rolf Graf         |
| 2. Etappe   | 13. Juni | Arosa – Wetzikon        | 165       | Hennes Junkermann   | Hennes Junkermann |
| 3. Etappe A | 14. Juni | Wetzikon – Siebnen      | 072       | Kurt Gimmi          | Hennes Junkermann |
| 3. Etappe B | 14. Juni | Siebnen – Sattelegg     | 013 (BZF) | Federico Bahamontes | Hennes Junkermann |
| 4. Etappe   | 15. Juni | Siebnen – Bellinzona    | 208       | Antonio Uliana      | Hennes Junkermann |
| 5. Etappe   | 16. Juni | Bellinzona – Kandersteg | 221       | Federico Bahamontes | Hennes Junkermann |
| 6. Etappe   | 17. Juni | Kandersteg – Neuenburg  | 226       | Alcide Vaucher      | Hennes Junkermann |
| 7. Etappe   | 18. Juni | Neuenburg – Zürich      | 201       | Erwin Schweizer     | Hennes Junkermann |